# Víctor Valdés
Víctor Valdés i Arribas, španski nogometaš in trener, * 14. januar 1982, L'Hospitalet de Llobregat, Španija.
Valdés je bil dolgoletni vratar Barcelone, branil je tudi za Middlesbrough, Standard Liège in Manchester United.